# Condado de Terrell (Texas)
El condado de Terrell (Terrell County, en inglés) es uno de los 254 condados del estado estadounidense de Texas. La sede del condado es Sanderson, así como también su mayor ciudad. El condado posee un área de 6.107 km², una población de 1.081 habitantes, y su densidad de población es de 0,15 hab/km² (según el censo nacional de 2000). El condado se fundó en 1905.